# Moritz Bauer (Politiker)
Moritz Bauer (* 4. August 1817 in Langen (Hessen); † 3. November 1897 in Frankfurt am Main) war ein deutscher Kaufmann und Politiker.
Bauer, der jüdischen Glaubens war, lebte als Kaufmann in der Freien Stadt Frankfurt. Dort war er auch politisch aktiv. 1865 war er Mitglied des Gesetzgebenden Körpers der Freien Stadt Frankfurt. Nach der Annexion der Freien Stadt Frankfurt durch Preußen war er ab dem 22. November 1880 und erneut ab dem 25. November 1886 bis Ende 1892 für den Bezirk 1 (Ostend) Mitglied der Frankfurter Stadtverordnetenversammlung.